# فرخینالس
فرخینالس (به اسپانیایی: Freginals) یک شهرستان در اسپانیا است که در استان تاراگونا واقع شده‌است.

## خصوصیات
فرخینالس ۲۸٫۱۵ کیلومترمربع مساحت و ۳٬۹۵۵ نفر جمعیت دارد و ۷۹ متر بالاتر از سطح دریا واقع شده‌است.